# Eric Alexander (football américain)
(en) Statistiques sur pro-football-reference
Eric Vonkey Alexander, né le 8 février 1982 à Tyler, est un joueur américain de football américain.

## Biographie

### Enfance
Étudiant à la Stephen F. Austin High School de Port Arthur, Alexander joue dans l'équipe de football américain, recevant notamment une mention honorable parmi les meilleurs joueurs du Texas. Il évolue aux postes de running back et de safety, profitant également de quelques actions pour s'essayer comme quarterback.

### Carrière

#### Université
Alexander s'inscrit à l'université d'État de Louisiane et dispute trois saisons comme défenseur remplaçant ou même membre de l'équipe spéciale avant de s'affirmer comme linebacker titulaire après avoir été muté de son poste initial de safety avec son coéquipier Adrian Mayes. Sur sa dernière saison, il enregistre soixante-cinq tacles et cinq sacks sans oublier six tacles et 1,5 sack lors du BCS National Championship Game 2003 voyant LSU s'imposer face aux Bulldogs de la Géorgie.

#### Professionnel
Eric Alexander n'est sélectionné par aucune équipe lors de la draft 2004 de la NFL. Il signe comme agent libre non-drafté avec les Patriots de la Nouvelle-Angleterre et est envoyé en équipe réserve pour la saison 2004 avant d'être appelé dans le groupe pour trois rencontres, remportant le Super Bowl XXXIX,. Après une saison 2005 où il n'apparaît que lors d'une rencontre, Alexander devient un joueur récurrent sur le terrain, entrant au cours de seize matchs en 2006 et de douze en 2007.
Le linebacker se spécialise dans l'équipe spéciale des Patriots, étant l'un des meilleurs tacleurs sur cette escouade et signe une prolongation de contrat d'un an en 2009. Libéré avant le début de la saison 2010, Alexander s'engage pour deux ans avec les Jaguars de Jacksonville et dispute quatre rencontres avant d'être remercié et de terminer la saison avec les Browns de Cleveland, jouant cinq matchs,. Le contrat d'Eric Alexander avec Cleveland prend fin en juillet 2011.